# Tropp

Kartsymbol för en tropp

Tropp är en militär term med flera olika betydelser:
En förbandsstorlek som utgör underavdelning till pluton, batteri eller skvadron. Oftast motsvarande en halv pluton eller 2–3 grupper.

Namnet kommer av den signal på jägarhorn, trumpet eller trumma som avges då en militär övning skall upphöra. Med signal menas här en liten melodi (rytm), som alla berörda skall känna igen. Före radions tid var ofta detta det enda sätt varmed man kunde återsamla en trupp, som var utspridd i terrängen. Idag används denna signal endast i ceremoniella sammanhang vid någon militär högtidlighet, då man avslutningsvis troppar fanan .